# هانس هلمان
هانس هلمان (آلمانی: Hans Hellmann؛ ۱۴ اکتبر ۱۹۰۳ – ۲۹ مهٔ ۱۹۳۸) یک شیمیدان اهل آلمان بود که بیشتر به خاطر کار بر روی Hellmann–Feynman theorem شناخته شده است.